# 歐陽廷景
歐陽廷景，贵州省平越州餘慶縣人，清末官员，同進士出身。
咸豐三年（1853年）癸丑科進士，三甲五十名。历官广西阳朔县知县。
咸丰九年（公元1859年），欧阳廷景任阳朔知县期间，有诗《因避乱居马颈山天水寨》
晴空高插碧芙蓉，石磴纡回鸟道通。
万点星辰临屋角，五更鸡犬乱云中。
当门怪石森如戟，贴地长江曲似弓。
下界烽烟何日扫，几回搔首问苍穹。